# Artena occidens
Artena occidens är en fjärilsart som beskrevs av George Francis Hampson 1913. Artena occidens ingår i släktet Artena och familjen nattflyn. Inga underarter finns listade i Catalogue of Life.